# India International 2024
Die India International 2024 im Badminton fanden als NMDC - Telangana International Challenge 2024 vom 5. bis zum 10. November 2024 in Gachibowli statt.

## Sieger und Platzierte
| Veranstaltung | Gold                                      | Silber                                   | Bronze                                             |
| ------------- | ----------------------------------------- | ---------------------------------------- | -------------------------------------------------- |
| Herreneinzel  | Rithvik Sanjeevi Satish Kumar             | Tarun Reddy Katam                        | Meiraba Luwang Maisnam                             |
| Herreneinzel  | Rithvik Sanjeevi Satish Kumar             | Tarun Reddy Katam                        | Rushendra Thirupathi                               |
| Dameneinzel   | Isharani Baruah                           | Rakshitha Sree Santhosh Ramraj           | Anmol Kharb                                        |
| Dameneinzel   | Isharani Baruah                           | Rakshitha Sree Santhosh Ramraj           | Anupama Upadhyaya                                  |
| Herrendoppel  | Pruthvi Krishnamurthy Roy K. Sai Pratheek | M. R. Arjun Vishnuvardhan Goud Panjala   | Hariharan Amsakarunan Ruban Kumar Rethinasabapathi |
| Herrendoppel  | Pruthvi Krishnamurthy Roy K. Sai Pratheek | M. R. Arjun Vishnuvardhan Goud Panjala   | Suraj Goala Dhruv Rawat                            |
| Damendoppel   | Priya Konjengbam Shruti Mishra            | Arathi Sara Sunil Varshini Viswanath Sri | Amrutha Pramuthesh Sonali Singh                    |
| Damendoppel   | Priya Konjengbam Shruti Mishra            | Arathi Sara Sunil Varshini Viswanath Sri | Pragati Parida Vishakha Toppo                      |
| Mixed         | Rohan Kapoor Ruthvika Shivani             | Hariharan Amsakarunan Tanisha Crasto     | Deep Rambhiya Akshaya Warang                       |
| Mixed         | Rohan Kapoor Ruthvika Shivani             | Hariharan Amsakarunan Tanisha Crasto     | Ashith Surya Amrutha Pramuthesh                    |